# Tussaaq

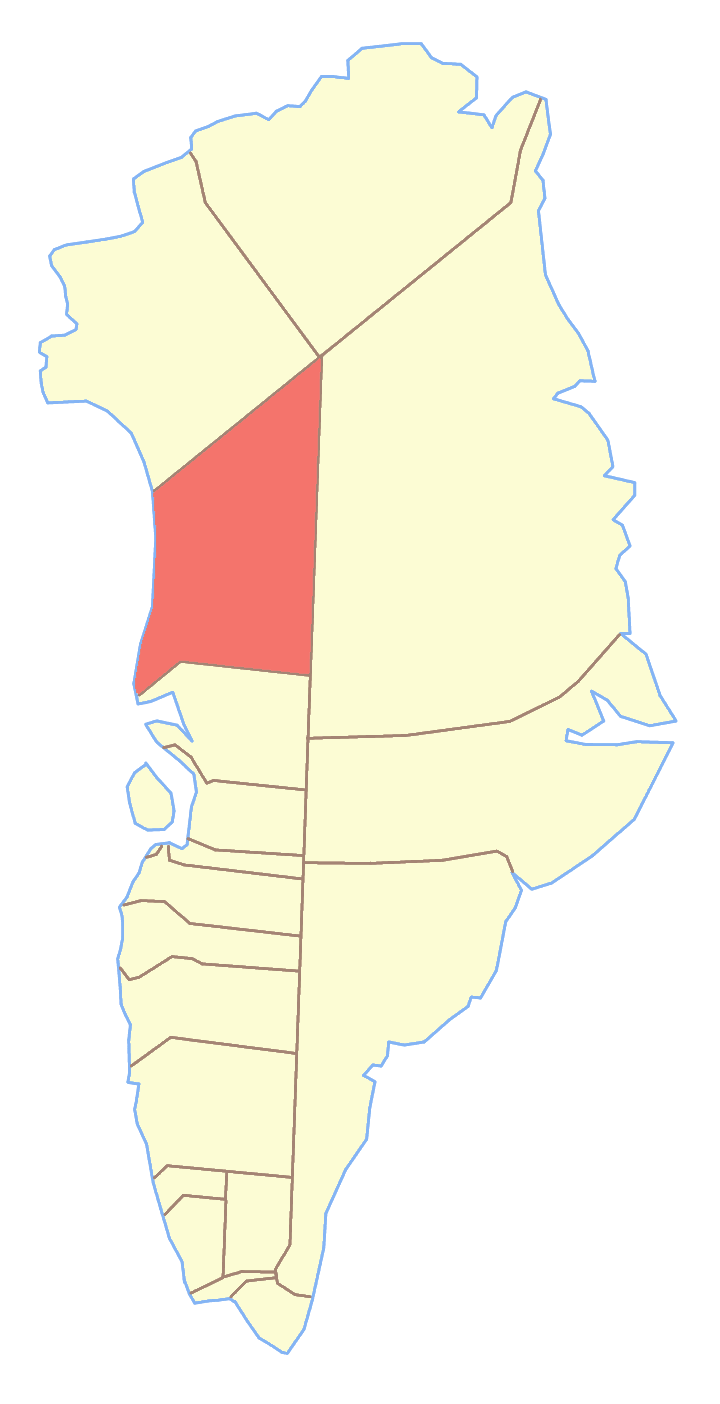
Upernavik kommun

Tussaaq är en övergiven by i området Norra Grönland tillhörande staden Upernavik.
Byn ligger cirka 33 kilometer norr om Upernavik, kommunens huvudstad (och även den enda staden i kommunen). Byn har numera (2018) inga invånare.
Butiken i byn stängdes i början av 1990-talet, och de allra flesta invånarna flyttade därifrån. År 1998 fanns endast en invånare kvar.